# Randijaur
Randijaur (Samisch: Ráddnávrre) is een gehucht in de Zweedse gemeente Jokkmokk. Het achtervoegsel jaur (meer) wijst erop dat het gelegen is aan het gelijknamige meer, in dit geval op een landtong aan de noordelijke oever. Het is gelegen nabij de monding van de Nautasjåkka, die hier het meer instroomt.
Bestuurscentrum: Jokkmokk (tätort)
Tätort: Porjus · Vuollerim
Småort: Kåbdalis · Mattisudden · Murjek
Overig: Årrenjarka · Framnäs · Kåikul · Kalludden · Kittajaur · Kitteludden · Kuouka · Kuorpak · Kvikkjokk · Messaure · Nautijaur · Njavve · Padjerim · Porsi · Randijaur · Snesudden · Storbacken · Sudok · Tårrajaur · Tjåmotis · Vajkijaur